# Сорокопановка (посёлок)
Сорокопановка (укр. Сорокопанівка) — посёлок,
Покровский сельский совет,
Криничанский район,
Днепропетровская область,
Украина.
Код КОАТУУ — 1222085008. Население по переписи 2001 года составляло 6 человек.

## Географическое положение
Посёлок Сорокопановка находится между сёлами Новомилорадовка и Катериновка (0,5 км).
Через посёлок проходит железная дорога, станция Сорокопановка.